# Kisvárdai KC
Kisvárdai KC (Kisvárdai Kézilabda Club, denumit oficial Kisvárdai Kézilabda Club Master Good SE din motive de sponsorizare) este un club de handbal feminin din Kisvárda, Ungaria. În sezonul 2018/19 echipa evoluează în Nemzeti Bajnokság I.
Clubul a fost înființat în actuala formă în 2007, pornind de la tradiția handbalistică a orașului, reprezentat încă din anii 1950 de echipa Gimnaziului Bessenyei György, numită ulterior Kisvárdai SE.

## Echipa

### Echipa actuală
Pentru sezonul 2018–19:
| Portari - 12 Bettina Horváth-Pásztor - 16 Weronika Kordowiecka Extreme - 05 Aneta Benko - 09 Elena Avdekova - 11 Timea Milošević - 18 Adrienn Orbán - 97 Flóra Katona Pivoți - 07 Tamires Morena Lima - 23 Vesna Milanović-Litre | Linia de 9 metri Interi stânga - 10 Marianna Rebičová - 13 Dóra Horváth - 22 Isabel Guialo - 36 Maria Garbuz-Hakunova Centri - 20 Tamara Radojević - 24 Nikolett Marincsák - 77 Maja Mihajlov Interi dreapta - 14 Ana Tomković - 15 Andrea Klikovac - 90 Ana Maria Savu |

### Transferuri
Transferuri pentru sezonul 2018–19
| Sosiri - Bettina Horváth-Pásztor (Portar) (de la DVSC) - Dóra Horváth (Inter stânga) - Ana Maria Savu (Inter dreapta) (de la HC Zalău) - Andrea Klikovac (Inter dreapta) (de la ŽRK Vardar) - Aneta Benko (Extremă dreapta) (de la RK Krim) - Ana Tomkovic (Inter dreapta) (de la ŽRK Aranđelovac) - Timea Milošević (Extremă stânga) (de la ŽRK Aranđelovac) - Maja Mihajlov (Centru) (de la Hódmezővásárhely) - Tamires Morena Lima (Pivot) (de la Larvik HK) - Elena Avdekova (Extremă stânga) (de la CS Minaur Baia Mare) - Marianna Rebičová (Inter stânga) (de la IUVENTA Michalovce) - Weronika Kordowiecka (Portar) (de la GTPR Gdynia) - Isabel Guialo (Inter stânga) | Plecări - Ágnes Triffa (Portar) (la DVSC) - Szilvia Tarjányi (Pivot) (la Kispest) - Jázmin Karacs (Extremă stânga) (la Kecskemét) - Valéria Szabó (Pivot) (retrasă din activitate) - Georgina Dudás (Inter stânga) - Krisztina Triscsuk (Inter stânga) - Marina Dmitrović (Inter dreapta) (la Corona Brașov) - Ekaterina Djukeva (Portar) (la SCM Craiova) - Judit Balog (Portar) (la Békéscsabai Előre NKSE) - Olena Umaneț (Inter stânga) - Ivanna Miciovici (Extremă dreapta) - Samira Rocha (Extremă stânga) |

## Banca tehnică
Pentru sezonul 2018-19:
| Nume                  | Naționalitate | Ocupație            |
| --------------------- | ------------- | ------------------- |
| Vlatko Đonović        | Muntenegru    | Antrenor principal  |
| Dragan Gvozdanović    | Muntenegru    | Antrenor secund     |
| Gabriella Ésik        | Ungaria       | Antrenor de tineret |
| Valéria Szabó         | Ungaria       | Conducător tehnic   |
| Jenő Kósa             | Ungaria       | Medic               |
| István Koós           | Ungaria       | Maseur              |
| István Doka           | Ungaria       | Maseur              |
| Adrienn Tálasné Novák | Ungaria       | Fizioterapeut       |

## Conducerea administrativă
| Nume            | Naționalitate | Ocupație                  |
| --------------- | ------------- | ------------------------- |
| Tamás Major     | Ungaria       | Președinte                |
| Flóra Major     | Ungaria       | Director tehnic           |
| Alexandra Czető | Ungaria       | Organizator de competiții |
| Csaba Neviczki  | Ungaria       | Ofițer de presă           |